# 阮浩棕
阮浩棕（英語：Nicholas Yuen Ho Chung，1990年10月31日—），香港男演員及主持，現為無綫電視基本藝人合約藝員兼邵氏兄弟旗下藝人。

## 簡歷
阮浩棕出身於演藝世家，祖母是香港首位電視女演員梁舜燕，父親阮惠源及二叔阮惠熊分別為前亞洲電視監製與麗的電視演員。曾經就讀喇沙書院，本來打算在2013年從香港科技大學畢業後投身銀行界，不過因修讀了香港科技大學舉辦的「音樂與戲劇」課程，而發現自己對這一方面抱有興趣，遂轉向發展演藝事業；同年10月投考第27期無綫電視藝員訓練班。2014年實習畢業後成為無綫電視旗下基本藝人合約藝員。2015年7月27日開始與林希靈、黃愷怡、黃碧蓮、李雯希和余德丞一同主持無綫兒童節目《Think Big 天地》、《Think Big 大明星》及《Think Big 遊學團》。
至2017年5月29日，阮浩棕離開無綫電視，並開始到北京發展。2019年8月13日下午，透過社交網站公佈祖母梁舜燕的訃音。2020年9月，再次重返無綫電視成為基本藝人合約藝員，亦加入邵氏兄弟；2021年1月及9月分別在《愛·回家之開心速遞》、《我家無難事》中，飾演單元角色「米剛」、「郭忠石（年青）」兩角而受到關注。2023年3月，在劇集《隱形戰隊》飾演反派「霍展鏗（鏗少）」，演出受到注目及好評；同年5月在劇集《隱門》首度擔演重要角色，飾演「張逸風（Ethan）」一角；6月在劇集《靈戲逼人》首度擔任第二男主角 —— 戲班文武生「方浩東」。同年年尾，於《萬千星輝頒獎典禮2023》首度入圍「飛躍進步男藝員」最後十強，並分別憑《靈戲逼人》及《隱門》首度入圍「最佳男主角」及「最佳男配角」獎。
2024年11月，阮浩棕在劇集《異空感應》飾演第二男主角「莊定勤／邢天朗（Duncan）」，演出大受好評，最終奪得《萬千星輝頒獎典禮2024》「飛躍進步男藝員」獎及首次入圍「最佳男配角」最後五強。

## 演出作品

### 電視劇
| 首播       | 劇名              | 角色                         |
| 無綫電視   |                   |                              |
| 2014年     | 使徒行者          | 葉兆良朋友                   |
| 2014年     | 使徒行者          | 股票經紀（第30集）           |
| 2014年     | 愛·回家 (第一輯)  | 記 者（第635集）             |
| 2015年     | 衝線              | 冼德仁                       |
| 2015年     | 華麗轉身          | 年青雷佐治（第2、6集）       |
| 2015年     | 潮拜武當          | 地下賭場荷官（第16集）       |
| 2015年     | 樓奴              | 勞多樂同學（第6集）          |
| 2015年     | 拆局專家          | 軍裝警員                     |
| 2015年     | 陪著你走          | Vanness（第20集）            |
| 2015年     | 收規華            | 店小二                       |
| 2015年     | 張保仔            | 小新子                       |
| 2015年     | 愛·回家 (第二輯)  | 婚禮司儀（第870集）          |
| 2015年     | 梟雄              | 軍 人                        |
| 2015年     | 東坡家事          | 侍 衛（第21、25集）          |
| 2015年     | 刀下留人          | 錦衣衞                       |
| 2016年     | 愛情食物鏈        | 客 人（第4集）               |
| 2016年     | 愛情食物鏈        | Hestia 粉絲（第6、18、19集） |
| 2016年     | 警犬巴打          | 宅男朋友                     |
| 2016年     | 潮流教主          | 記 者（第7、16集）           |
| 2016年     | 公公出宮          | 常勝手下（第24集）           |
| 2016年     | EU超時任務        | 梁宇康（第22集）             |
| 2016年     | 愛·回家之八時入席 | Leo                          |
| 2016年     | 殭                | 凡徒弟（第8集）              |
| 2016年     | 殭                | 明 兵（第33集）              |
| 2016年     | 為食神探          | Issac（第3、13 - 16集）      |
| 2016年     | 律政強人          | 青 年                        |
| 2016年     | 巨輪II            | 檢察官（第37集）             |
| 2017年     | 與諜同謀          | 資訊科技部職員（第4集）      |
| 2017年     | 我瞞結婚了        | 金寶多金行職員               |
| 2017年     | 超時空男臣        | 電視台導演（第14集）         |
| 2021年     | 愛·回家之開心速遞 | 米 剛（第1125集）            |
| 2021年     | 智能愛人          | Paul                         |
| 2021年     | 我家無難事        | 郭忠石（青年）               |
| 2021年     | 換命真相          | 莊 明（第9集）               |
| 2022年     | 痞子殿下          | 柒 仔                        |
| 2023年     | 隱形戰隊          | 霍展鏗（鏗少）               |
| 2023年     | 隱門              | 張逸風（Ethan）              |
| 2023年     | 靈戲逼人          | 方浩東                       |
| 2024年     | 廉政行動2024      | 林耀晨                       |
| 2024年     | 異空感應          | 莊定勤／邢天朗（Duncan）     |
| 未播映     | 非常檢控觀        |                              |
| 未播映     | 死有對証          | 詹柏宇                       |
| 未播映     | 非份之罪          |                              |
| myTV SUPER |                   |                              |
| 2017年     | 性在有情          | Otto 助手（第6集）           |
| 中國內地   |                   |                              |
| 2019年     | 招搖              | 宋 毅                        |
| 2021年     | 玉昭令            | 朱 然                        |

### 主持節目
| 首播          | 節目名              | 備註                                                                   |
| 無綫電視      |                     |                                                                        |
| 2015 - 2017年 | Think Big 天地      | 與林希靈、黃愷怡、黃碧蓮、李雯希、余德丞、鍾君揚、馬俊傑、單文柔和鍾晴 |
| 2015 - 2017年 | Think Big 大明星    | 與林希靈、黃愷怡、黃碧蓮、李雯希和余德丞                               |
| 2015 - 2017年 | Think Big遊學團     | 與林希靈、黃愷怡、黃碧蓮、李雯希和余德丞、鍾君揚和馬俊傑               |
| 2024年        | 家常便飯爭霸戰      | 與薛家燕、冼靖峰、關楓馨和蕭秀香                                       |
| 2025年        | 人生美食地圖 東京篇 | 與陳山聰和陳方藤                                                       |
| 2025年        | 天下粤菜            | 與冯禧 ；无线电视 与 深圳卫视 联合制作                                 |
| 未播映        | 带阿姐看世界        | 與汪明荃                                                               |

### 綜藝節目
| 首播     | 節目名                                           | 備註                      |
| 無綫電視 |                                                  |                           |
| 2014年   | 快樂聯盟                                         | 固定助手                  |
| 2015年   | 超強選擇1分鐘                                    | 固定助選團成員            |
| 2016年   | Sunday好戲王                                     | 固定演出                  |
| 2023年   | 香港同胞慶祝中華人民共和國成立七十四周年文藝晚會 | 固定演出                  |
| 2023年   | 萬千星輝賀台慶                                   | 固定演出                  |
| 2024年   | Hands Up                                         | 固定演出                  |
| 2024年   | 歡樂滿東華2024                                   | 固定演出                  |
| 2025年   | 潮流生活誌                                       | 固定演出（飾演 男友）     |
| 2025年   | 解密香港新質生產力                               | 固定演出（飾演 Nicholas） |
| 2025年   | 「保境安民為公益」綜藝大匯演                     | 固定演出                  |

### 網絡電影
| 首映   | 電影名               | 角色   |
| 2019年 | 七劍下天山之修羅眼   | 修羅王 |
| 2020年 | 狄仁杰探案之天煞孤鶯 | 葉 冷  |

### 歌曲
- 2016年：Amazing Summer 主題曲《乘風》
- 2024年：家常便饭争霸战 主题曲 《五味之家》

## 曾獲獎項及提名

### 萬千星輝頒獎典禮
| 年份 | 獎項           | 作品                                                                   | 角色/歌曲 | 結果     |
| 2024 | 最佳男主角     | 《靈戲逼人》                                                           | 方浩東    | 提名     |
| 2024 | 最佳男配角     | 《隱門》                                                               | 張逸風    | 提名     |
| 2024 | 飛躍進步男藝員 | 《隱形戰隊》 《隱門》 《靈戲逼人》                                     | 不適用    | 最後十強 |
| 2025 | 最佳男配角     | 《異空感應》                                                           | 莊定勤    | 最後五強 |
| 2025 | 飛躍進步男藝員 | 《廉政行動2024》、《異空感應》、《玩轉深中懶人包》、《家常便飯爭霸戰》 | 不適用    | 獲獎     |
| 2025 | 最佳電視歌曲   | 《家常便飯爭霸戰》                                                     | 五味之家  | 提名     |

### 觀眾在民間電視大獎
| 年份 | 獎項               | 作品   | 角色   | 結果     |
| 2025 | 民選飛躍進步男藝員 | 不適用 | 不適用 | 最後五強 |

## 外部連結
- 阮浩棕的新浪微博
- 阮浩棕的Facebook專頁
- 阮浩棕的Instagram帳戶